# 에릭 레드
에릭 레드(Eric Red, 본명: Eric Joseph Durdaller, 1961년 2월 16일 ~ )는 미국의 각본가, 영화 감독, 소설가이다. 공포 영화 작품 《힛처》(1986), 《코헨과 데이트》(1989) 등을 감독했으며 《블루 스틸》(1990) 등의 각본을 맡은 것으로 알려져 있다.

## 참여 작품

### 장편 영화
- 힛처 (1986)
- 죽음의 키스 (1987) - 각본
- 코헨과 데이트 (1989)
- 블루 스틸 (1990) - 각본
- 분리 인간 (1991)
- 배드 문 (1996)
- 힛쳐 (2007) - 원작, 각본
- 100 피트 (2008)

### 텔레비전 영화
- 추적자 (1993) - 각본
- 매드맥스 독 (2015)